# Anoplodera rufipes
Anoplodera rufipes — жук из семейства усачей и подсемейства Усачики.

## Описание
Жук длиной от 7 до 12 мм. Время лёта жука с мая по июнь.

## Распространение
Встречается в Европе, на Кавказе, в Турции и Иране.

## Экология и местообитания
Жизненный цикл продолжается два года. Кормовыми растениями являются различные виды лиственных деревьев.